# Pałac Branickich w Warszawie (ul. Miodowa)
Pałac Branickich – pałac znajdujący się w Warszawie przy ulicy Miodowej 6. Oficyny pałacu są przypisane do ulicy Podwale (nr 3 i 5).
Wybudowany w bezpośrednim sąsiedztwie Zamku Królewskiego, należał do najbogatszych rezydencji magnackich w stolicy.

## Historia
W pierwszej połowie XVII wieku w miejscu tym stał dwór rodziny Sapiehów. W XVIII wieku posesja została kupiona przez Stefana Mikołaja Branickiego.
Pałac został wzniesiony w latach 40. XVIII wieku dla Jana Klemensa Branickiego, hetmana wielkiego koronnego. Jego głównym architektem był Jan Zygmunt Deybel. Współpracowali z nim także Jan Henryk Klemm, Jakub Fontana i rzeźbiarz Jan Chryzostom Redler. Późnobarokowy pałac posiada dwie klasycystyczne oficyny, okalające rozległe podwórze, zamknięte bramą od strony ulicy Podwale. Od przydomku małżonki hetmana, Izabelli z Poniatowskich (siostry króla Stanisława Augusta), pałac nazywany był powszechnie „pałacem Pani Krakowskiej” (odziedziczyła tę posesję w 1771 roku).
W 1804 roku sprzedała pałac rodzinie Niemojewskich, zaś w roku 1817 jego właścicielem stał się Stanisław Sołtyk. Pałac był przebudowywany wielokrotnie w wieku XIX.
Do 1949 r. należał do Franciszka Salezego Potockiego, kiedy odebrano mu go na podstawie dekretu o własności i użytkowaniu gruntów na obszarze m. st. Warszawy z 26 października 1945 (tzw. dekretu Bieruta). Zniszczony podczas II wojny światowej, został odbudowany w latach 1947–1953. Mieściło się w nim Ministerstwo Szkolnictwa Wyższego.
W 1965 pałac wraz z oficynami i bramą został wpisany do rejestru zabytków.
Do 2009 był jedną z siedzib Urzędu m. st. Warszawy. We wrześniu 2008 władze miasta podjęły negocjacje ze spadkobiercami Potockiego w sprawie warunków zwrotu nieruchomości. 
W 2013 spadkobiercy Franciszka Salezego Potockiego sprzedali budynek jednemu z deweloperów. W grudniu 2022 w pałacu (połączonym z sąsiednim pałacem Szaniawskich) otwarto hotel Verte należący do butikowej sieci Autograph Collection Marriott International.

## Inne informacje
- Przy wejściu do pałacu od strony dziedzińca znajduje się para zachowanych dwukomorowych gaśników na pochodnie.